# Dryopteris chaerophyllifolia
Dryopteris chaerophyllifolia är en träjonväxtart som först beskrevs av Zippel, och fick sitt nu gällande namn av Carl Frederik Albert Christensen. Dryopteris chaerophyllifolia ingår i släktet Dryopteris och familjen Dryopteridaceae. Inga underarter finns listade.